# Melagona dentatus
Melagona dentatus är en fjärilsart som beskrevs av M.Gaede 1930. Melagona dentatus ingår i släktet Melagona och familjen tandspinnare. Inga underarter finns listade i Catalogue of Life.